# Christiane Harzendorf
Christiane Harzendorf, née le 28 décembre 1967 à Borna (République démocratique allemande), est une ancienne rameuse allemande. Elle est médaillée de bronze aux Jeux de 1992.

## Carrière
Elle remporte la médaille de bronze en huit aux Jeux de 1992.

## Palmarès

### Jeux olympiques
- Jeux olympiques d'été de 1992 à Barcelone ( Espagne) :
  -  médaille de bronze en huit

### Championnats du monde
- Championnats du monde d'aviron 1993 à Roudnice ( Tchéquie) :
  -  médaille de bronze en huit
- Championnats du monde d'aviron 1990 au Lac Barrington ( Australie) :
  -  médaille de bronze en huit
- Championnats du monde d'aviron 1989 à Bled ( Slovénie) :
  -  médaille d'or en quatre sans barreur